# Cerisy-Buleux
Cerisy-Buleux är en kommun i departementet Somme i regionen Hauts-de-France i norra Frankrike. Kommunen ligger i kantonen Gamaches som tillhör arrondissementet Abbeville. År 2022 hade Cerisy-Buleux 277 invånare.

## Befolkningsutveckling
Antalet invånare i kommunen Cerisy-Buleux
| Referens: INSEE |